# El Dorado (Arkansas)
El Dorado és una població dels Estats Units a l'estat d'Arkansas. Segons el cens del 2000 tenia 21.530 habitants.

## Demografia
Segons el cens del 2000, El Dorado tenia 21.530 habitants, 8.686 habitatges, i 5.732 famílies. La densitat de població era de 510,9 habitants/km².
Dels 8.686 habitatges en un 30,7% hi vivien nens de menys de 18 anys, en un 42,9% hi vivien parelles casades, en un 19,1% dones solteres, i en un 34% no eren unitats familiars. En el 30,7% dels habitatges hi vivien persones soles el 13,6% de les quals corresponia a persones de 65 anys o més que vivien soles. El nombre mitjà de persones vivint en cada habitatge era de 2,4 i el nombre mitjà de persones que vivien en cada família era de 2,99.
Per edats la població es repartia de la següent manera: un 26,3% tenia menys de 18 anys, un 8,4% entre 18 i 24, un 25,9% entre 25 i 44, un 21,1% de 45 a 60 i un 18,3% 65 anys o més.
L'edat mediana era de 38 anys. Per cada 100 dones de 18 o més anys hi havia 78,8 homes.
La renda mediana per habitatge era de 27.045 $ i la renda mediana per família de 34.753 $. Els homes tenien una renda mediana de 30.876 $ mentre que les dones 19.211 $. La renda per capita de la població era de 16.332 $. Entorn del 20% de les famílies i el 24,6% de la població estaven per davall del llindar de pobresa.

## Poblacions més properes
El següent diagrama mostra les poblacions més properes.